# Heleen Dupuis
Heleen Margriet Dupuis (Rotterdam, 30 mei 1945) is een Nederlands ethicus en een voormalig politicus, oorspronkelijk namens D'66 en later namens de VVD.
Dupuis studeerde in Leiden theologie en rechten (kandidaats). Zij promoveerde in 1976 bij H.J. Heering op een proefschrift, getiteld Medische ethiek in perspectief.
Van 1981 tot 1985 was Dupuis voorzitter van de Nederlandse Vereniging voor Vrijwillige Euthanasie (NVVE) en maakte naam in het publieke debat met haar aanhoudende pleidooi voor de mogelijkheid van euthanasie.
Van 1986 tot 1991 was Dupuis bijzonder hoogleraar geneeskunde en wijsbegeerte vanwege het Leids Universiteits Fonds, en van 1991 tot 2003 gewoon hoogleraar medische ethiek aan de Universiteit Leiden.
Dupuis was vanaf 1977 lid van D'66. In 1995 werd ze lid van de VVD. Van 8 juni 1999 tot 9 juni 2015 was Dupuis lid van de Eerste Kamer der Staten-Generaal. In de Eerste Kamer hield zij zich bezig met financiën, volksgezondheid, welzijn, sport, onderwijs, wetenschapsbeleid en hoger onderwijs. Van juni 2007 tot juni 2011 was zij eerste ondervoorzitter van de Eerste Kamer. Zij was vicevoorzitter van de commissie medische ethiek van het Leids Universitair Medisch Centrum.
Dupuis was vanaf 2009 ook voorzitter van de Vereniging Gehandicaptenzorg Nederland (VGN).
- International Standard Name Identifier: 0000 0000 2711 0657
- Library of Congress Control Number: n87924917
- NARCIS: PRS1234819
- Nederlandse Thesaurus van Auteursnamen: 068694822
- Parlement.com: vg09llkjawy4
- Virtual International Authority File: 50758688
- WorldCat: E39PBJd8dgJJJV7PVd7jDHMdcP